# یدو (ایندیانا)
یدو (به انگلیسی: Yeddo) یک منطقهٔ مسکونی در ایالات متحده آمریکا است که در شهرستان فانتن، ایندیانا واقع شده‌است. یدو ۲۰۹٫۱ متر بالاتر از سطح دریا واقع شده‌است.